# Vodou poháněné auto
Vodou poháněné auto je hypotetický automobil získávající pohonnou energii z vody. Vodní automobily byly předmětem mnoha mezinárodních patentů, novin a populárních vědeckých časopisů, zpravodajství místních televizních zpráv a webových stránek. Bylo zjištěno, že nároky na tato zařízení jsou pseudovědecké a některé byly spojeny s investičními podvody.

## Nefunkčnost vodou poháněných aut
U těchto vozidel by bylo možno tvrdit, že vyrábějí palivo z vody na palubě bez dalšího vstupu energie, nebo to může být hybrid, který tvrdí, že část své energie získává z vody kromě konvenčního zdroje (jako je benzín).
Voda je plně oxidovaný vodík. Samotný vodík je vysoce energetická, hořlavá látka, ale jeho užitečná energie se uvolňuje při tvorbě vody. Voda nebude hořet. Proces elektrolýzy může rozdělit vodu na vodík a kyslík, ale k rozkladu molekuly vody je zapotřebí tolik energie, kolik se uvolnilo, když se vodík oxidoval na vodu. Ve skutečnosti by při přeměně vody na vodík a následném spalování vodíku byla určitá energie ztracena, protože při přeměnách by vždy vznikalo určité odpadní teplo. Uvolňování chemické energie z vody, převyšující nebo se rovnající energii potřebné k usnadnění takové výroby, by tedy porušilo první termodynamický zákon nebo druhý termodynamický zákon.

## Jaká auta poháněná vodounejsou
Vodní vůz není ničím z následujících:
- Vstřikování vody, což je metoda pro chlazení spalovacích komor motorů přidáním vody do vstupní směsi paliva a vzduchu, což umožňuje větší kompresní poměry a snížené klepání motoru (detonaci).
- Vodíkový automobil, i když často obsahuje některé stejné prvky. K pohonu vodíkového automobilu z vody se elektřina používá k výrobě vodíku elektrolýzou. Výsledný vodík je nosič energie, který může pohánět auto reakcí s kyslíkem ze vzduchu a vytvářet vodu, buď spalováním ve spalovacím motoru nebo katalyzovaným na výrobu elektřiny v palivovém článku.
- Vylepšení vodíkovým palivem, při kterém se spaluje směs vodíku a konvenčního uhlovodíkového paliva ve spalovacím motoru, obvykle ve snaze snížit spotřebu paliva nebo snížit emise.

## Získávání energie z vody
Podle aktuálně přijímaných fyzikálních zákonů neexistuje způsob, jak získat chemickou energii pouze z vody. Voda sama o sobě je velmi stabilní – byla jedním z klasických prvků a obsahuje velmi silné chemické vazby. Její entalpie tvorby je negativní (-285,8 kJ / mol), což znamená, že je zapotřebí energie k rozbití těchto stabilních vazeb, k oddělení vody do jejích prvků a neexistují žádné další sloučeniny vodíku a kyslíku s více negativní entalpie formace, což znamená, že ani tímto způsobem nelze uvolnit žádnou energii.
Většina navrhovaných vodou poháněných automobilů se spoléhá na nějakou formu elektrolýzy, která odděluje vodu od vodíku a kyslíku a poté je znovu kombinuje, aby uvolňovala energii; Protože však energie potřebná k oddělení prvků bude vždy alespoň tak velká jako uvolněná užitečná energie, nelze ji použít k výrobě čisté energie.

## Tvrzení o fungujících vodních vozidlech

### Elektrolytický karburátor Garrett
Charles H. Garrett údajně prokazoval vodu poháněné auto „na několik minut“, které bylo hlášeno 8. září 1935 v The Dallas Morning News. Vůz generoval vodík elektrolýzou, jak lze vidět na základě zkoumání Garrettova patentu, vydaného téhož roku. Tento patent zahrnuje výkresy, které ukazují karburátor podobný obyčejnému plovákovému karburátoru, ale s elektrolytickými destičkami ve spodní části, a kde se plovák používá k udržení hladiny vody. Garrettův patent nedokáže identifikovat nový zdroj energie.

### Stanley Meyerův vodní palivový článek

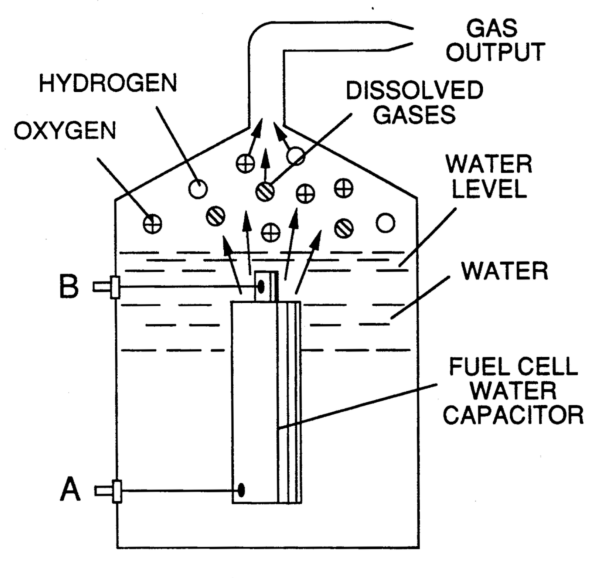
Stanley Meyerův vodní palivový článek

Alespoň již v roce 1980 Stanley Meyer tvrdil, že postavil plážovou buginu, která byla poháněna vodou. ačkoli uvedl nekonzistentní vysvětlení, pokud jde o způsob jeho fungování. V některých případech tvrdil, že zapalovací svíčky nahradil „rozdělovač vody“  zatímco v jiných případech se tvrdilo, že se spoléhá na „palivový článek“, který rozděluje vodu na vodík a kyslík. „Palivový článek“, o kterém tvrdil, že byl podroben elektrické rezonanci, by rozdělil vodní mlhu na vodík a plynný kyslík, který by pak byl spálen zpět do vodní páry v konvenčním motoru s vnitřním spalováním za účelem výroby čisté energie. Meyerova tvrzení nebyla nikdy nezávisle ověřena a u soudu v Ohiu v roce 1996 byl shledán vinným z „hrubého a závažného podvodu“. V roce 1998 zemřel na aneurysma, ačkoli konspirační teorie tvrdí, že byl otráven.

### Genesis World Energy (GWE)
V roce 2002 společnost Genesis World Energy oznámila záměr uvést na trh zařízení, které by získalo energii z vody oddělením vodíku a kyslíku a jejich následným kombinováním. V roce 2003 společnost oznámila, že tato technologie byla přizpůsobena pro výkonné automobily. Společnost shromáždila více než 2,5 milionu dolarů od investorů, ale žádné z jejích zařízení nebylo nikdy uvedeno na trh. V roce 2006 byl Patrick Kelly, majitel Genesis World Energy, odsouzen v New Jersey na pět let vězení za krádež a nařídil zaplatit 400 000 dolarů za restituci.

### Vodní energetický systém Genepax
V červnu 2008 představila japonská společnost Genepax vůz, údajně spotřebovávající pouze vodu a vzduch a mnoho zpravodajských zdrojů označovalo vozidlo za „vodou poháněné“. Společnost uvedla, že „zatím nemůže [odhalit] hlavní část tohoto vynálezu“  ale zveřejnila, že systém používal palubní generátor energie, který nazýval „sestavou membránové elektrody“, k extrahování vodíku pomocí „mechanismu, který je podobný metodě, při které se vodík vyrábí reakcí hydridu kovu a vody“. Vodík byl potom použit k výrobě energie pro provoz auta. To vedlo ke spekulacím, že se hydrid kovu spotřebovává v procesu a je konečným zdrojem energie automobilu, což z něj činí vozidlo poháněné „vodíkem na vyžádání“, namísto vody, jak se tvrdí. Na webových stránkách společnosti je zdroj energie vysvětlen pouze slovy „Chemická reakce“. Časopis Science and Technology Popular Mechanics popsal požadavky společnosti Genepax jako „nesmysl“. Vozidlo Genepax předvedené tisku v roce 2008 bylo elektrické auto REVAi, které bylo vyrobeno v Indii a prodáváno ve Velké Británii jako G-Wiz.  
Začátkem roku 2009 společnost Genepax oznámila, že projekt ukončuje, z důvodů velkých nákladů na vývoj.

### Thushara Priyamal Edirisinghe
V roce 2008 srílanské zpravodajské zdroje informovaly, že Thushara Priyamal Edirisinghe tvrdil, že s vozidlem poháněným vodou ujel okolo 300 km na 3 litry vody. Stejně jako v případě ostatních podobných vozidel byla energie pro automobil pravděpodobně vyráběna rozdělením vody na vodík a kyslík pomocí elektrolýzy a poté spálením plynů v motoru. Thushara předvedl tuto technologii premiérovi Ratnasirimu Wickramanayakovi, který „rozšířil plnou podporu vlády na jeho úsilí o zavedení vodního automobilu na srílanský trh“. Thushara byl o několik měsíců později zatčen pro podezření z investičního podvodu.

### Daniel Dingel
Daniel Dingel, filipínský vynálezce, prohlašuje od roku 1969, že vyvinul technologii umožňující použití vody jako paliva. V roce 2000 uzavřel Dingel obchodní partnerství se společností Formosa Plastics Group za účelem dalšího rozvoje této technologie. V roce 2008 společnost Formosa Plastics úspěšně podala žalobu na Dingela za podvod a Dingel, kterému bylo 82 let, byl odsouzen k 20 letům vězení.

### Dr. Ghulam Sarwar
V prosinci 2011 pákistánský lékař Ghulam Sarwar tvrdil, že vynalezl auto, jezdící pouze na vodu. V té době jeho vůz údajně vyžadoval 60 % vody a 40 % nafty nebo jiného paliva, ale vynálezce tvrdil, že brzy si vystačí pouze s vodou, pravděpodobně do konce června 2012. Dále prohlašoval, že auto „emituje jen kyslík spíše než obvyklý uhlík“.

### Agha Waqar Ahmad
Pákistánský občan Agha Waqar Ahmad v červenci 2012 prohlásil, že vynalezl auto poháněné vodou; instalací „sady pro vodu“ pro všechny druhy automobilů, která se skládá z válcové nádoby, která drží vodu, bublinkovače, a potrubí vedoucí k motoru. Tvrdil, že sada použila elektrolýzu k přeměně vody na „HHO“, která se potom používá jako palivo. Souprava k činnosti vyžadovala použití destilované vody. Ahmed tvrdil, že byl schopen generovat více oxyhydrogenů než kterýkoli jiný vynálezce kvůli „nezveřejněným výpočtům“. V Pákistánu požádal o patent. Někteří pákistánští vědci uvedli, že Aghův vynález byl podvod, který porušuje termodynamické zákony.

## Vodík jako doplněk
Kromě tvrzení o automobilech, které jezdí výhradně na vodu, existují také tvrzení, že spalování vodíku nebo oxyhydrogenu společně s benzínem nebo naftou zvyšuje počet najetých kilometrů a účinnost; tyto domněnky jsou předmětem debaty. Řada webových stránek propaguje používání oxyhydrogenu, také nazývaného „HHO“; jsou také prodávány plány na elektrolyzéry či sady doplňků s údajným příslibem velkých zlepšení palivové účinnosti. Podle mluvčího American Automobile Association „Všechna tato zařízení vypadají, jako by vám pravděpodobně mohla fungovat, ale dovolte mi říci, že nefungují.“.

## Benzinová pilulka a příbuzné přísady
Někdy se v souvislosti s vodou poháněným automobilem hovoří i o přísadách, často pilulkách, mohou přeměnit vodu na použitelné palivo, podobně jako v karbidové lampě, ve které vysoce hořlavé aditivum produkuje spalitelné palivo. Všechna tato tvrzení jsou nepravdivá a často s podvodným úmyslem, protože voda sama o sobě nemůže do procesu přispět žádnou energií.